# Mesocyon
Mesocyon è un genere estinto di mammiferi carnivori, appartenente ai canidi.  Visse nel corso dell'Oligocene e sopravvisse fino ai primi tempi del Miocene (34 – 21 milioni di anni fa); i suoi resti fossili sono stati ritrovati in numerosi giacimenti del Nordamerica.

## Descrizione
Il corpo di questo animale era robusto e allungato, mentre le zampe erano piuttosto corte. Il cranio era insolitamente robusto e il muso molto breve: per questo motivo, il mesocione è stato soprannominato “cane dal muso corto”. L'aspetto doveva essere simile a quello di un coyote (al quale assomigliava anche per le dimensioni), ma molto più robusto e con una testa più corta. Le ossa del polso non erano fuse, come quelle dei moderni canidi, e questo permetteva al mesocione di arrampicarsi sugli alberi e di attaccare le prede con le zampe anteriori. Probabilmente, però, queste caratteristiche non permettevano al mesocione di correre velocemente. Questo canide, inoltre, possedeva mascelle e denti più robusti rispetto a quelli dei canidi attuali; il mesocione si specializzò quindi per fracassare le ossa delle sue prede, dalle quali estraeva il midollo particolarmente nutriente. In ogni caso, la dentatura del mesocione era ipercarnivora, e indicava che questi animali si nutrivano quasi esclusivamente di carne.

## Classificazione

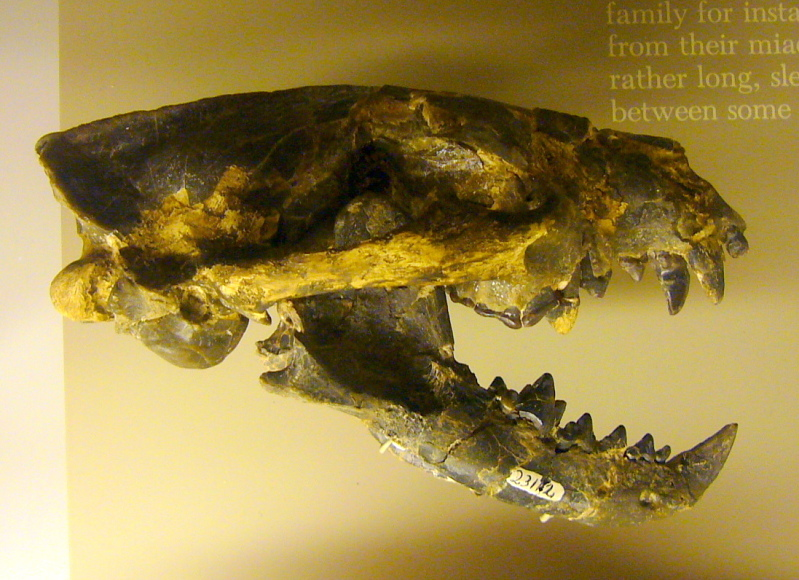
Cranio di Mesocyon coryphaeus

Il mesocione, descritto per la prima volta nel 1890 da William Berryman Scott, era un membro della sottofamiglia degli esperocionini (Hesperocyoninae), che comprendeva i più antichi tra i canidi. In particolare, Mesocyon può essere considerato il più primitivo di un clade che comprendeva, tra gli altri, anche Cynodesmus e Philotrox. Si ritiene che il mesocione fosse l'antenato di canidi come Enhydrocyon, che svilupparono ulteriormente la dentatura “spaccaossa”. Di Mesocyon sono note varie specie, tra le quali una delle più note è M. coryphaeus. Al genere Mesocyon era ascritta un tempo anche la specie M. geringensis, attualmente considerata la specie tipo di un altro genere di canide, Sunkahetanka.

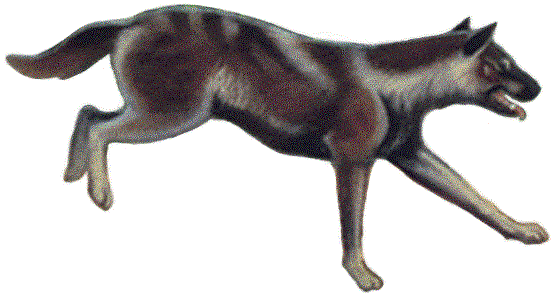
Ricostruzione di Mesocyon